# Powiat Goldberg-Haynau

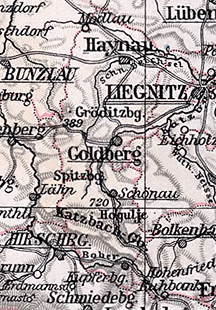
Kreis Schönau, 1905 r.

Powiat Goldberg-Haynau (niem. Kreis Goldberg-Haynau, pol. powiat złotoryjsko-chojnowski) – niemiecki powiat istniejący w okresie od 1818 do 1932 r. na terenie prowincji śląskiej.
Powiat Goldberg-Haynau powstał w 1817 r. po zmianie nazwy powiatu Goldberg na Goldberg-Haynau w związku z przeniesieniem jego siedziby ze Złotoryi do Chojnowa i należał do pruskiej Prowincji Śląsk, do rejencji legnickiej. W 1932 r. został zlikwidowany poprzez połączenie z powiatem Schönau w powiat Goldberg.
W 1910 r. powiat obejmował 178 gmin o powierzchni 609,40 km² zamieszkanych przez 51.843 osób.